# Ocean (canción de Martin Garrix y Khalid)
«Ocean» es una canción del productor musical holandés y disc-jockey Martin Garrix, con la voz de un cantante y compositor estadounidense Khalid. Escrito por Khalid, Dewain Whitmore, Ilsey Juber y el productor Giorgio Tuinfort, fue lanzado por STMPD RCRDS el 15 de junio de 2018, junto con su video musical.

## Antecedentes
En octubre de 2017, Khalid tuiteó a Garrix citando a un fan que pidió colaboración entre ellos, Garrix respondió: "Vamos a hacerlo". Khalid reveló por primera vez que estaba en el estudio con Garrix durante una entrevista en la transmisión en vivo de Billboard Music Awards en Facebook el 17 de abril de 2018. Martin Garrix reveló más detalles sobre la canción a Kenh14 News, diciendo: "En este momento, puedo anunciar que tengo una nueva canción con Khalid. Es un gran cantante. Lo lanzaremos a principios de junio. Estoy muy emocionado por eso". En una entrevista con Sirius XM Hits 1 en los Billboard Music Awards 2018, Garrix anunció el título de la canción y la fecha de lanzamiento. El anuncio oficial se produjo el 11 de junio, junto con la portada de la canción.

## Recepción crítica
Kat Bein, de Billboard, sintió que la pista era "perfectamente adecuada para la gama conmovedora de Khalid", Matthew Meadow, de Your EDM, describió "Ocean" como "la canción más suave de Garrix que hemos escuchado hasta ahora", que "toca más al estilo de Khalid que a la suya propia", por lo que se pierde la mayor parte de Garrix. Estilo musical de autor. Chris Stack, de Dancing Astronaut , escribió que los artistas presentaron una "pista pop relajada que mezclaba tropos electrónicos con elementos de rock y R&B en un paisaje sonoro y relajante junto a un pulido por armonías tranquilas", al tiempo que observó la exitosa continuación de Khalid en la industria del EDM.

## Lista de canciones
| Descarga digital |                            |          |  |
| N.º              | Título                     | Duración |  |
| 1.               | «Ocean» (featuring Khalid) | 3:36     |  |

| EP (The Remixes, Vol.1) |                                                             |          |  |
| N.º                     | Título                                                      | Duración |  |
| 1.                      | «Ocean» (featuring Khalid) (Martin Garrix & Cesqeaux remix) | 3:42     |  |
| 2.                      | «Ocean» (featuring Khalid) (Bart B More remix)              | 3:05     |  |
| 3.                      | «Ocean» (featuring Khalid) (Cazztek remix)                  | 4:56     |  |
| 4.                      | «Ocean» (featuring Khalid) (Todd Helder remix)              | 2:20     |  |
| 5.                      | «Ocean» (featuring Khalid) (Silque remix)                   | 3:38     |  |
| 6.                      | «Ocean» (featuring Khalid) (DubVision remix)                | 5:15     |  |
| 7.                      | «Ocean» (featuring Khalid) (Goja remix)                     | 3:35     |  |

| EP (The Remixes, Vol.2) |                                                |          |  |
| N.º                     | Título                                         | Duración |  |
| 1.                      | «Ocean» (featuring Khalid) (Banx & Ranx remix) | 3:36     |  |
| 2.                      | «Ocean» (featuring Khalid) (VAN DUO remix)     | 3:56     |  |
| 3.                      | «Ocean» (featuring Khalid) (Syn Cole remix)    | 3:22     |  |
| 4.                      | «Ocean» (featuring Khalid) (MYRNE remix)       | 3:43     |  |
| 5.                      | «Ocean» (featuring Khalid) (Holy Goof remix)   | 5:47     |  |

| Ocean (Don Diablo Remix) |                                               |          |  |
| N.º                      | Título                                        | Duración |  |
| 1.                       | «Ocean» (featuring Khalid) (Don Diablo remix) | 3:22     |  |

| Ocean (David Guetta Remix) |                                                 |          |  |
| N.º                        | Título                                          | Duración |  |
| 1.                         | «Ocean» (featuring Khalid) (David Guetta remix) | 3:15     |  |

## Posicionamiento en listas
| Listas (2018)                               | Mejor posición |
| ------------------------------------------- | -------------- |
| Australia (ARIA)                            | 12             |
| Austria (Ö3 Austria Top 40)                 | 23             |
| Bélgica (Flandes) (Ultratop 50)             | 42             |
| Bélgica (Valonia) (Ultratip Bubbling Under) | 4              |
| República Checa (Rádio Top 100)             | 85             |
| Francia (SNEP)                              | 166            |
| Alemania (Media Control AG)                 | 38             |
| Países Bajos (Dutch Top 40)                 | 6              |
| Países Bajos (Mega Single Top 100)          | 16             |
| Escocia (Scottish Singles Sales Chart)      | 8              |
| Eslovaquia (Rádio Top 100)                  | 78             |
| Suiza (Schweizer Hitparade)                 | 25             |
| Reino Unido (UK Singles Chart)              | 25             |

## Certificaciones
| País   | Organismo certificador | Certificación | Ventas certificadas | Ref.   |
| ------ | ---------------------- | ------------- | ------------------- | ------ |
| México | AMPROFON               | Oro           | 30,000              | [ 31 ] |